# Нуралиев, Дилшод
Дилшод Нуралиев (род. 19 ноября 1969, Аккурганский район, Ташкентская область) — советский и узбекский футболист, тренер.

## Биография

### Карьера тренера

#### Пахтакор
Начинал тренерскую карьеру в академии Пахтакора. В 2009 году Нуралиев, будучи тренером команды «Пахтакор» 1996 года рождения, выиграл несколько международных турниров. С 1 по 4 июня 2009 года в Киеве проходил международный турнир «Кубок Виктора Банникова 2009», посвященный легендарному вратарю 60-70-х годов XX века. Команда «Пахтакор-1996» под руководством Нуралиева выиграла все три игры группового этапа и в финале переиграла сверстников из «Динамо» Киев со счётом 2:1.
В ноябре 2009 года команда «Пахтакор-1996» стала победителем международного турнира в честь 75-летнего юбилея Валентина Иванова в Краснодаре. В турнире из 6 команд победителя и призёров определяли по итогам игр в один круг. 8 ноября, в решающем матче последнего тура в городе Крымск, юные пахтакоровцы победили «Ангушт» из Назрани со счётом 6:0. Кроме того «Пахтакор-1996» Нуралиева выиграл в 2009 турниры памяти Михаила Ана и Фёдорова, памяти «Пахтакор-79» (Узбекистан).
В 2010 году команда академии «Пахтакора-1996» под руководством Нуралиева стала победителем международного юношеского турнира Goalearning International в городе Алькобендас (Испания), где за главный приз борьбу вели 8 команд. В групповом раунде воспитанники футбольной академии «Пахтакор» выиграли все три матча: сначала со счётом 3:1 переиграли команду «Адарве», затем 2:0 мадридский «Атлетико», в третьем туре с таким же счётом были обыграны юноши из «Сан Фернандо». В полуфинале «Пахтакор» встретился с командой «Алькобендас» и в упорной борьбе выиграл матч с минимальным счётом 2:1. В финале турнира пахтакоровцы со счётом 4:0 обыграли команду «Алкала» и стали победителями турнира. В пяти матчах подопечные Нуралиева забили в ворота соперников в общей сложности 13 голов, а пропустили в свои ворота два мяча.

#### Сборная Узбекистана до 15-17 лет
В 2011 году Нуралиев назначен главным тренером юниорской сборной до 15 лет. Под его руководством сборная прошла отборочный цикл на Чемпионат Азии среди юношеских команд до 16 лет 2012, который прошёл в Ташкенте с 1 по 9 октября 2011 года, заняв первое место в группе. На юношеском первенстве Азии до 16 лет 2012 в ОАЭ, сборная заняла первое место, выиграв в финале по пенальти юниоров Японии 3:2, после ничьей 1:1 в основное время. После этого успеха юношеская сборная Узбекистана до 16 лет стала первой национальной сборной страны, которой удалось выиграть континентальный Кубок.
По итогам Чемпионата Азии до 16 лет в 2012 году, сборная получила путёвку на Чемпионат мира по футболу среди юношеских команд 2013 в Турции. Сборная уверенно вышла из группы. Но в 1/8 финала неожиданно уступила Гондурасу с минимальным счётом 0:1. Из-за удаления на 24-й минуте защитника сборной Акрамжона Комилова, Нуралиеву пришлось перестраивать игру и команда не смогла реализовать изначально запланированную тактику. До матча Нуралиев отмечал, что команда будет играть в атакующий футбол.
По итогам 2012 года Нуралиев был назван Федерацией футбола Узбекистана «Лучшим детско-юношеским тренером года» и вторым в номинации тренер года после Мирджалола Касымова. В 2012—2013 годах Нуралиева два раза подряд признавали Лучшим детско-юношеским тренером года.
В конце декабря 2013 года Дилшод Нуралиев был назначен тренером «Пахтакор-2», который выступает в первой лиге.

#### Сборная Узбекистана до 22 лет
На заседании ФФУ 23 июня 2015 года было принято решение о назначении Виктора Джалилова новым главным тренером национальной сборной до 22 лет. Ассистентом главного тренера был назначен Дильшод Нуралиев.

#### Сборная Узбекистана до 15 лет
Нуралиев был назначен в 2017 году новым тренером сборной Узбекистана до 15 лет. В отборочном турнире на чемпионат Азии 2018, проходившем в Саудовской Аравии в сентябре 2017 года, юношеская сборная Узбекистана не смогла пройти квалификацию на чемпионат Азии впервые с 2006 года, заняв лишь 3-е место в группе. 27 сентября 2017 федерация футбола Узбекистана отправила в отставку Нуралиева за неудовлетворительный результат сборной.
3 февраля 2018 года Нуралиев был назначен главным тренером клуба «Сурхон» (Термез).

## Достижения
Пахтакор
- Победитель международного турнира в честь Валентина Иванова: 2009
- Победитель международного турнира «Кубок Виктора Банникова»: 2009
- Победитель международного турнира «Goalearning International» в Алькобендас: 2010

Узбекистан до 15-17 лет
- Победитель Чемпионата Азии до 16: 2012

Личные
- Тренер года в Узбекистане (№ 2): 2012
- Тренер года в Узбекистане (№ 3): 2013
- Лучший детско-юношеский тренер года: 2012, 2013

## Награды
- Заслуженный тренер Республики Узбекистан[14]